# Матусово (Забайкальский край)
Матусово — село в Балейском районе Забайкальского края России. Административный центр сельского поселения «Матусовское».

## География
Село находится в юго-западной части района, на правом берегу реки Унды, на расстоянии примерно 18 километров (по прямой) к юго-западу от города Балей. К западу от Матусова проходит автодорога 76Н-010.
Климат
Климат характеризуется как резко континентальный с продолжительной холодной малоснежной зимой. Абсолютный минимум температуры воздуха самого холодного месяца (января) составляет −45,5 °C; абсолютный максимум самого тёплого месяца (июля) — 39,2 °C. Среднегодовое количество атмосферных осадков составляет 308,3 мм.
Часовой пояс
Село Матусово находится в часовой зоне МСК+6. Смещение применяемого времени относительно UTC составляет +9:00.

## История
Было основано в XVIII веке крестьянами, приписанными к Нерчинскому сереброплавильному заводу. С 1851 года поселение вошло в состав территории Забайкальского казачьего войска. Входило в состав 3-го военного отделения ЗКВ. В начале 30-х годов XX века были организованны колхозы им. К. Е. Ворошилова и «Труд», впоследствии объединённые в колхоз им. К. Е. Ворошилова. С 1958 года в селе располагалась центральная усадьба колхоза «Путь к коммунизму».

## Население
| 1989 | 2002 | 2010 | 2021 |
| ---- | ---- | ---- | ---- |
| 596  | ↘535 | ↘443 | ↘352 |

Половой состав
По данным Всероссийской переписи населения 2010 года в гендерной структуре населения мужчины составляли 48,3 %, женщины — соответственно 51,7 %.
Национальный состав
Согласно результатам переписи 2002 года, в национальной структуре населения русские составляли 100 % из 535 чел.

## Инфраструктура
В селе функционируют средняя общеобразовательная школа, детский сад, фельдшерско-акушерский пункт, сельский клуб и библиотека.

## Улицы
Уличная сеть села состоит из семи улиц.